# Samuel Robbins Brown
Pour les articles homonymes, voir Samuel Brown et Brown.
Samuel Robbins Brown, né le 16 juin 1810 dans le Connecticut et décédé à l'âge de 70 ans le 20 juin 1880 à Stockbridge dans le Massachusetts, est un religieux américain missionnaire en Chine et au Japon au nom de l'église réformée néerlandaise.

## Biographie

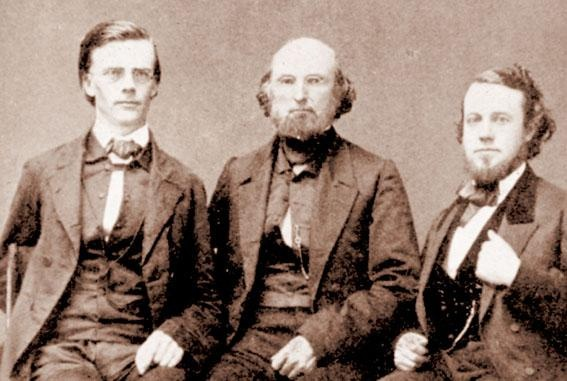
Guido Verbeck, Samuel Robbins Brown, et Duane B.Simmons.

Né dans le Connecticut et diplômé du collège de Yale en 1832, Brown étudie la théologie à Columbia en Caroline du Sud puis enseigne pendant quatre ans (1834–38) à l'institution pour les sourds et muets de New York.

### En Chine
En 1838, il se rend à Canton et ouvre, pour le compte de la société d'éducation Morrison, la première école protestante de Chine, où enseigne Yung Wing. Les rapports annuels de l'école de 1840 à 1846 sont publiés par le The Chinese Repository dans lequel Brown rédige quelques articles sur des sujets chinois.

### Retour en Amérique
Au bout de neuf ans de service, l'état de santé de sa femme se détériore et Brown rentre aux États-Unis où il devient pasteur et enseignant pour garçons dans l'état de New York de 1851 à 1859. Il participe à la création d'un collège pour femmes d'abord situé à Auburn avant de déménager à Elmira où il devient le Elmira College. Brown aide financièrement Yung Wing, le premier Chinois diplômé d'une université américaine, en l'occurrence du collège de Yale en 1854.

### Au Japon
Avec la ratification du traité Harris de 1858, les ports japonais de Yokohama et Nagasaki sont ouverts au commerce étranger et à la résidence. Brown ouvre une école dans cette deuxième ville où des centaines de jeunes garçons seront éduqués, dont certains deviendront des personnages importants. Il traduit en japonais le Nouveau Testament et enseigne et prêche pendant 20 ans. Il est l'un des fondateurs de la société asiatique du Japon et, à bien des égard, l'un des créateurs du nouveau Japon moderne. Il retourne aux États-Unis en 1867 après l'incendie de sa maison, dans lequel il perd sa bibliothèque, ses manuscrits et ses notes.

## Mort
Brown meurt dans son sommeil pendant qu'il séjourne chez un vieil ami à Stockbridge dans le Massachusetts et est enterré à Monson, la ville de son enfance.

### Ouvrages
- Colloquial Japanese (1863), a grammar, phrase book, and vocabulary
- Prendergast's Mastery System Adapted to the Japanese
- Traduction de Sei Yo Ki Bun ou les Annales de, l'océan occidental d'Arai Hakuseki